# Doron Medalie
Doron Medalie (en hébreu : דורון מדלי; né le 5 décembre 1977 à Ramat Ha-Sharon) est un musicien, compositeur et directeur artistique israélien.
Il est notamment le co-auteur et compositeur de la chanson Toy qui a gagné l'Eurovision 2018 à Lisbonne, interprétée par Netta. Il a aussi composé la chanson Golden Boy chantée par Nadav Guedj à l'Eurovision 2015.